# Rachel Levine
Rachel Leland Levine (n. 28 octombrie 1957, Wakefield⁠(d), Massachusetts, SUA) este un medic pediatru și amiral cu patru stele american. Levine este ministru-adjunct al sănătății al Statelor Unite ale Americii începând din 26 martie 2021.

## Biografie
S-a născut la 28 octombrie 1957, în orașul Wakefield din statul Massachusetts. Părinții săi, Melvin și Lillian Levin, au fost amândoi avocați. Are o soră, Bonnie Levine, care este cu patru ani mai mare. A obținut bacalaureatul la o școala din Belmont, iar apoi a urmat cursurile universitare la Harvard și la Tulane University.  